# Procés de punxonat de la xapa
El punxonament és una operació de tall de xapes o làmines, generalment en fred, mitjançant un dispositiu mecànic format per dues eines: el punxó i la matriu. L'aplicació d'una força de compressió sobre el punxó obliga a aquest a penetrar en la Xapa (metall), creant una deformació inicial en règim elastoplàstic seguida d'un cisallament i trencament del material per propagació ràpida de fissures entre les arestes de tall del punxó i matriu. El procés acaba amb l'expulsió de la peça tallada (figura 1).

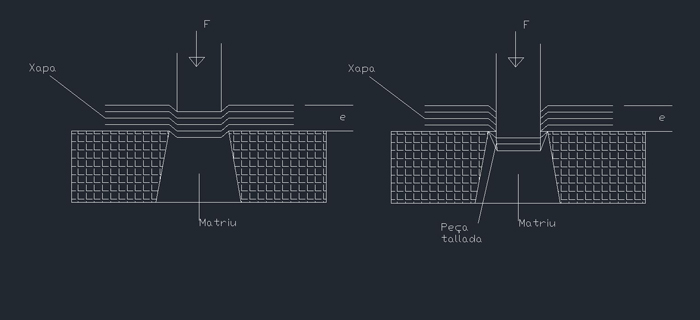
figura 1

## Factors que intervenen en el punxonat
El procés de tall de xapa en general, i en particular el procés de punxonament, sol associar-se amb processos mecànics relativament simples. No obstant això, la realitat és molt diferent, ja que aquests processos estan fortament influenciats per factors molt diversos relacionats amb la màquina, les eines, el material i característiques geomètriques de la peça o el propi entorn del procés 
(taula 1).

Taula 1. Factors que intervenen en el punxonat

## Anàlisi del procés de punxonat

### Mecànica del tall
En el procés de punxonat es poden considerar tres etapes (figura 2):
- 1.Deformació: els esforços del punxó sobre la xapa metàl·lica, originen en aquesta una deformació, inicialment elàstica i després plàstica, al voltant de les vores del punxó i matriu.

- 2.Penetració: els talls del punxó i matriu penetren dins del material, produint-se esquerdes en el material a causa de la concentració de tensions al llarg dels talls.

- 3.Fractura: les esquerdes originades a un costat i a l'altre de la xapa es troben, originant la separació del material. Així mateix, el punxó continua el seu descens per expulsar la retallada. El joc de tall J, permet la penetració del punxó en la matriu i l'expulsió del material tallat.

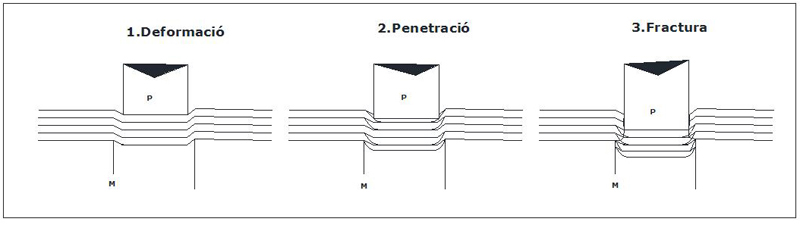
figura 2

El joc de tall J té un efecte important en el procés de tall i es defineix com la distància lateral entre el tall del punxó i el tall de la matriu. En general, el valor del joc de tall sol expressar-se de dues maneres, bé com a percentatge respecte a l'espessor de la xapa i (joc de tall relatiu) o donant el valor de la distància entre els talls. En el cas de punxons de secció circular, el joc de tall serà la meitat de la diferència de diàmetres de la matriu i el punxó, encara que és freqüent trobar dades de fabricants que es refereixen a la diferència de diàmetres de la matriu i punxó (2J).
El tall per punxonat produeix diverses característiques en les vores de la xapa i del material tallat. Aquestes característiques són (figura3):
1. Deformació plàstica caracteritzada per un petit radi R.
2. Zona brunyida d'aspecte brillant caracteritzada per l'ample D.
3. Fractura angular, amb aspecte mat, definida per la penetració P.
4. Rebava caracteritzada per la seva altura H.

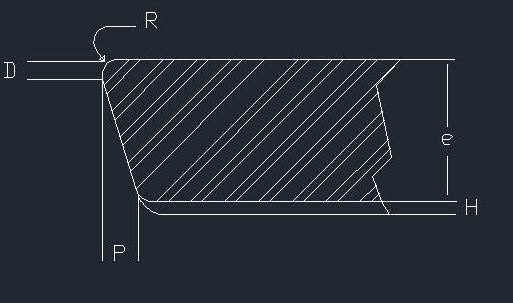
figura 3

La fractura angular i la qualitat del tall depenen del joc entre matriu i punxó. Amb un joc insuficient entre punxó i matriu, es produeix un tall secundari. Les esquerdes inicials corresponents al punxó i matriu no estan alineades, i per tant, no arriben a trobar-se (figura 4). El descens continuat del punxó produeix la prolongació de les esquerdes i la superfície no tallada entre elles es trencarà en una fractura secundària. En la part inferior de la carrera del punxó, es produeix un tall secundari i una segona zona brunyida. La disminució del joc, per sota dels valors normals, provoca la disminució de tots els defectes de forma, millorant per tant, la precisió de les vores obtingudes.
Quan el joc emprat és massa baix comencen a aparèixer talls secundaris que perjudiquen la qualitat de les vores. Cal destacar, que en disminuir el joc de tall es produeix una millora en la precisió de la peça, no obstant això, altres factors com el desgast de les eines o l'energia consumida es veuen afectats negativament. En el cas de tenir un joc de tall excessiu apareix una deformació plàstica excessiva, una part brunyida menor i una altura de rebava major. D'altra banda, cal ressaltar que, en augmentar el joc de tall per sobre dels valors normals, s'aconsegueix augmentar la vida de l'eina en detriment de la precisió obtinguda en les vores.

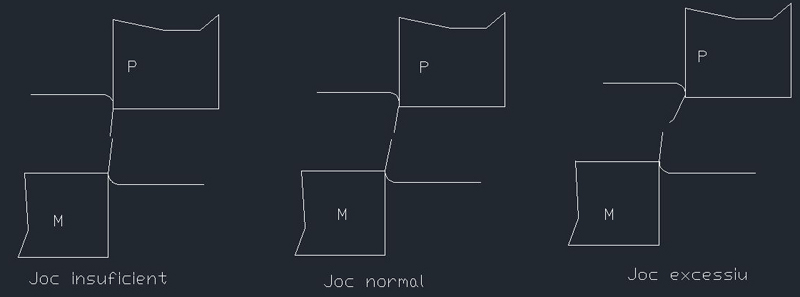
figura 4

Així, el joc de tall apropiat serà aquell que no causi un tall secundari i tingui una deformació plàstica i altura de rebava petites.

## Forces en el punxonament
La resistència de tall per punxonat que serà, a partir de la màxima força de tall Fs máx:

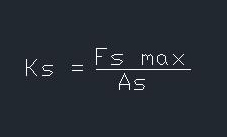
Resistència de tall

on As és l'àrea calculada a partir de l'espessor de la xapa i el perímetre lp de tall:

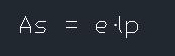
Àrea calculada

i que inclou els efectes del joc de tall, desgast de l'eina i la influència d'altres paràmetres, com les propietats del material, espessor i forma del contorn del punxó.

En la pràctica, en la indústria s'estima el valor que mitjançant la tensió màxima de cisallament tB, i la força màxima de tall mitjançant:

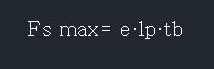
Força màxima de tall

També la velocitat de tall té influència sobre la força de tall. Així, en augmentar aquesta velocitat, disminueix la força necessària, degut fonamentalment a l'elevació de la temperatura del material que s'origina amb l'augment de la velocitat de deformació.

## Desgast de l'eina
L'eina està subjecta a una sèrie d'accions mecàniques, tèrmiques i químiques, que exerceixen un efecte de desgast.
Aquests factors poden ser el material de treball, el nombre de punxonats, el material de l'eina, el diàmetre del punxó, el joc de tall i la lubricació.

El desgast es produeix en tres zones: cares, flancs i vores del punxó i matriu (figura 5).

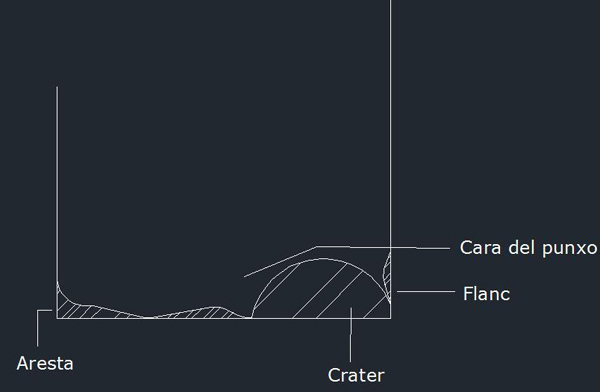
figura 5

Els flancs i vores del punxó i matriu estan exposats a l'acció de les superfícies generades en el procés de tall, i el lliscament relatiu provoca fenòmens d'adhesió en els flancs i vores.
La peça punxonada sofreix un enduriment en deformar-se plàsticament, produint un creixement de les pressions locals provocant l'aparició de partícules més abrasives. Simultàniament, augmenta la temperatura de la matriu, del punxó i de la peça, aumgenta l'adhesió i s'afavoreix l'oxidació.
La deformació elàstica de la peça produeix un desgast abrasiu en la cara frontal del punxó. El pressionador limita aquesta deformació elàstica del material i redueix el desgast del punxó.
En la superfície lateral del punxó i de la matriu, el desgast és degut de fonamentalment al mecanisme d'adhesió.

## Precisió de les peces punxonades
En el punxonat, com en qualsevol altre procés de fabricació, és necessari establir les especificacions de precisió necessàries per satisfer les necessitats de l'usuari.
La precisió de les peces punxonades pot ser caracteritzada pels següents defectes: dimensionals, posicionals i de forma.
Els factors que afecten a aquests defectes són principalment el material, les eines, les variacions del procés i la màquina. En la figura següent (taula2) apareixen representats els diferents factors que afecten a cadascun d'aquests defectes.

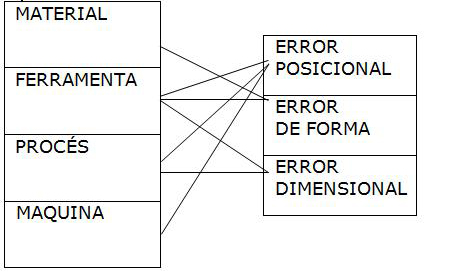
taula 2

Els diàmetres de la retallada i del forat, mesurats sobre la superfície polida, han de coincidir en teoria amb els del punxó i matriu respectivament. Pel que fa als defectes posicionals, aquests comprenen dos tipus d'imprecisions geomètriques: irregularitats en el contorn de la retallada i inexactituds dels forats de les peces perforades. Els defectes de forma són aquells que es presenten en les vores de la peça i depenen de les eines i del material. Els defectes de forma poden ser controlats mitjançant l'ajust del joc de tall. Així, segons el joc de tall, es poden obtenir diferents tipus de vores en la xapa punxonada. Pel que fa a les dimensions del forat, es veuen afectades pel canvi del joc de tall. El valor de l'altura de rebava (H) ve condicionat, en el cas de la retallada, per l'estat de desgast del punxó, mentre que en el forat, aquest depèn del grau de desgast de la matriu. Per tant, l'altura de la rebava depèn dels mateixos factors que el desgast de les eines.